# Estádio Nuevo Los Cármenes
O Estádio Nuevo Los Cármenes, também chamado Estádio Municipal Los Cármenes, é um estádio de futebol da cidade espanhola de Granada, situado no bairro Zaidín-Vergeles, de propriedade municipal.
É a casa do Granada Club de Fútbol. Toma o nome do antigo campo do Granada CF, o Estádio Los Cármenes: Granada é conhecida como 'a cidade os carmens' porque, principalmente no tradicional bairro do Albaicín, proliferam umas vivendas características rodeadas de amplos jardins, os quais se denominam carmens; o antigo Los Cármenes ficava na avenida de Madrid, na altura da avenida Doctor Olóriz, e foi vendido pelo clube ao final do século XX para pagamento de dívidas, sendo transformado em área residencial. O estádio estreou na máxima categoria do futebol espanhol em 2011, com o acesso do Granada CF à Primeira Divisão.
Em 19 de Outubro de 2012 sai a notícia de um possível abandono do estádio pelo Granada CF, devido às elevadas exigências do conselho do município. O Granada CF poderia decidir jogar em cidades vizinhas como Jaén, Sevilha ou Málaga.